# Monolatrism
Monolatrismul este credința în existența mai multor zei, dar cu închinarea consistentă unei singure zeități. Termenul "monolatrie" a fost probabil utilizat pentru prima dată de către de Julius Wellhausen. 
Monolatria se deosebește de monoteism, care afirmă existența unui singur Dumnezeu și de henoteism, un sistem religios în care credinciosul se închină unei zeități fără să nege că alții pot să se închine altor zei cu aceeași valabilitate.